# Alfred Blondel
Pour les articles homonymes, voir Blondel.
Alfred Blondel est un sculpteur belge, né le 19 novembre 1926 à Anvers et mort le 27 décembre 2023 à Woluwe-Saint-Pierre,. Autodidacte, il est également peintre et dessinateur. Il est le père de François Blondel, Vincent Blondel, Benoît Blondel et Thomas Blondel

## Formation
Il étudie le dessin à l'académie de Woluwe-Saint-Pierre (1980-89) et la peinture à l'académie de Boitsfort. Il est sculpteur à partir de 1982.

## Œuvres publiques

### À Waterloo
- Neli, au parc communal Jules Descampe du côté de la chaussée de Bruxelles
- Cassandre, au parc communal Jules Descampe du côté de la rue François Libert
- Virginie, au Bella Vita (Faubourg) à l’allée André Delvaux

### À Woluwe-Saint-Pierre
- Cathy, place Dumon
- Cassandre, square Louisa

### Dans d'autres communes bruxelloises
- Anne-Pascale, au centre culturel d'Auderghem
- Les trois naïades, place de la Délivrance à Forest
- Pascale, square de la Croix-Rouge à Ixelles
- Silke, square Émile Duployé, à Schaerbeek
- Les Quatre Saisons, Jardin de la Source à Louvain-la-Neuve[4]
- Virginie, rue de Tervaete à Etterbeek
- Agnès, avenue Jean Joseph Crocq à Jette
- Le Crépuscule, avenue des Statuaires à Uccle

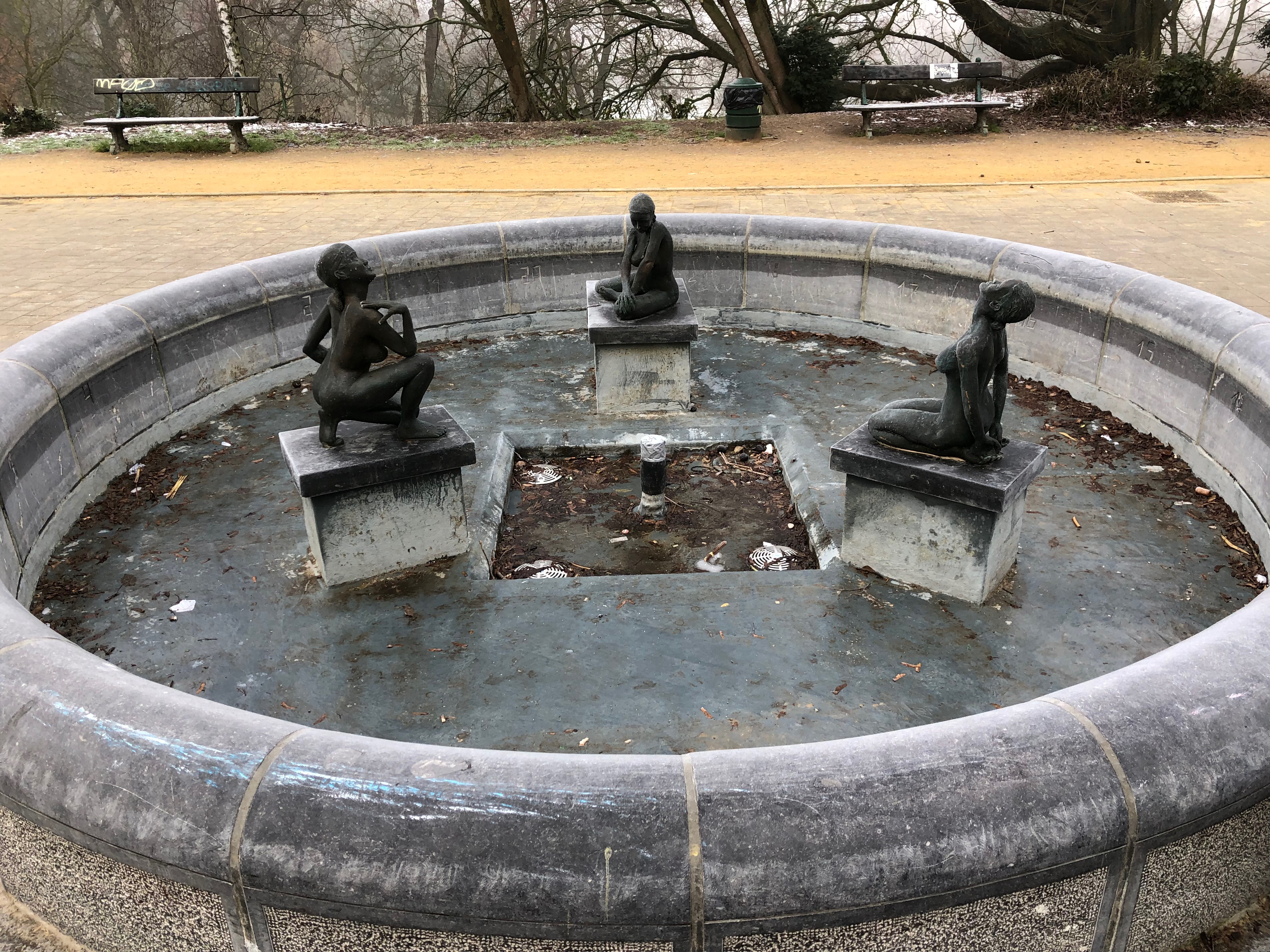
Les trois naïades (Forest)
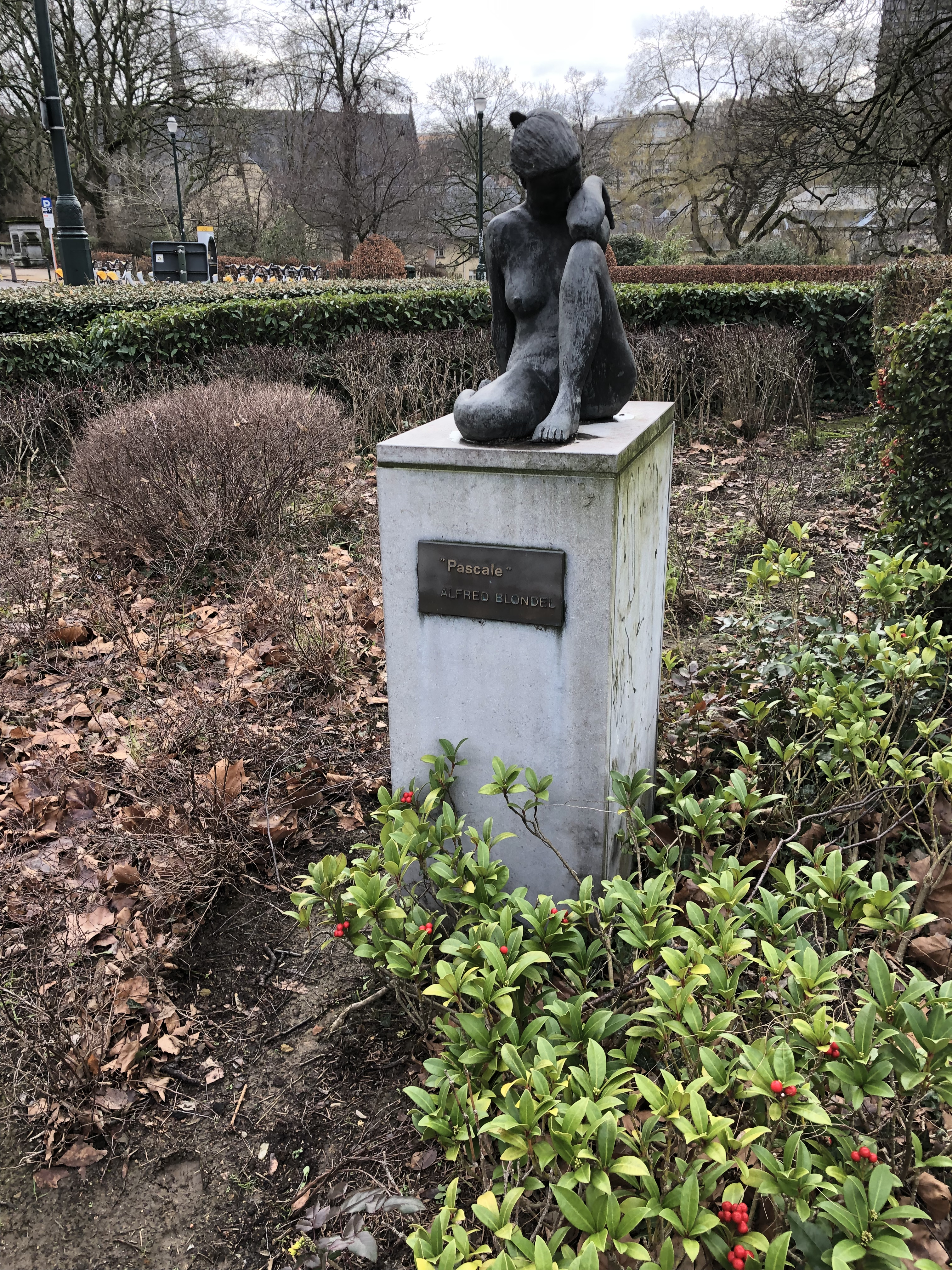
Pascale (Ixelles)
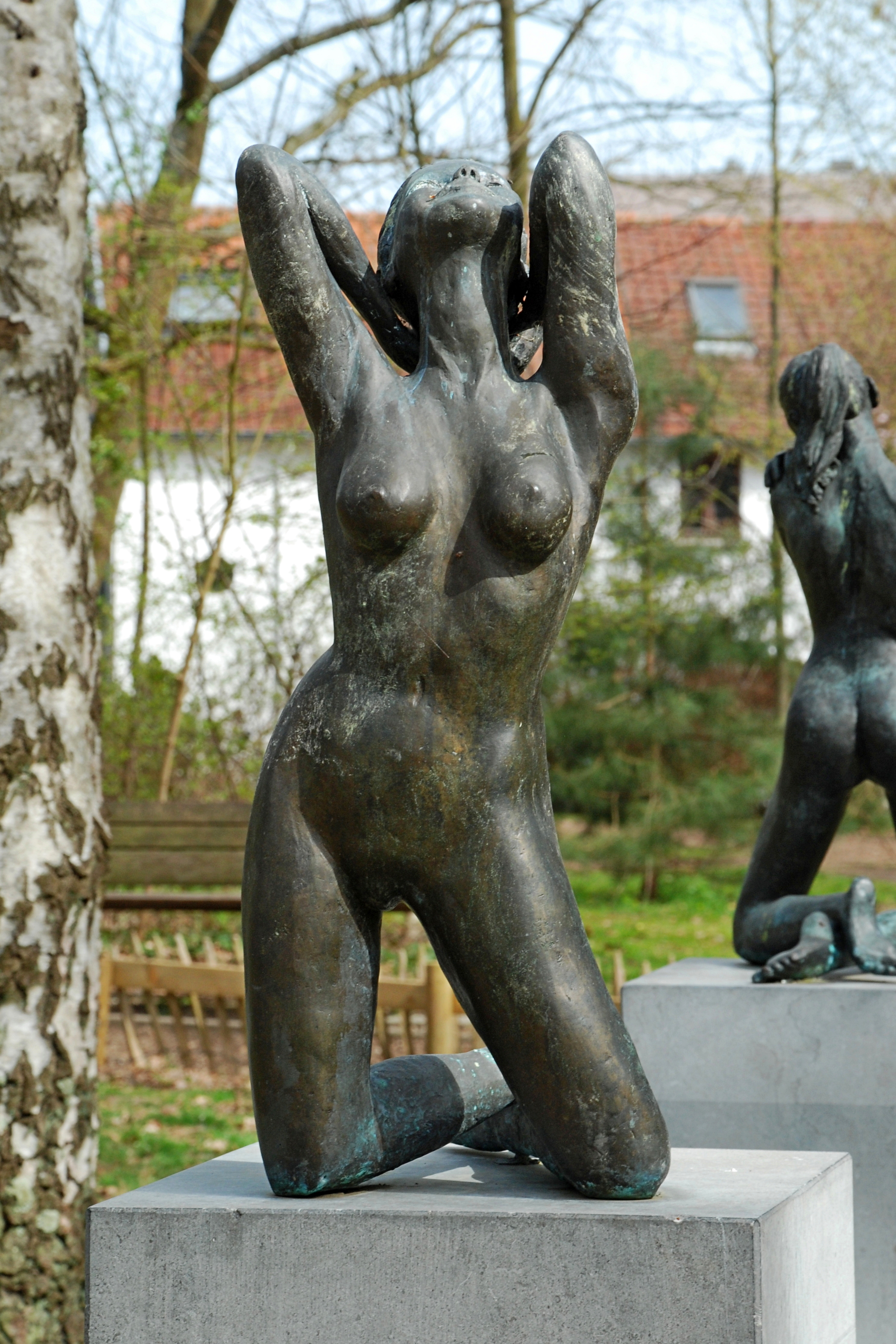
Quatre saisons (Louvain-la-Neuve)
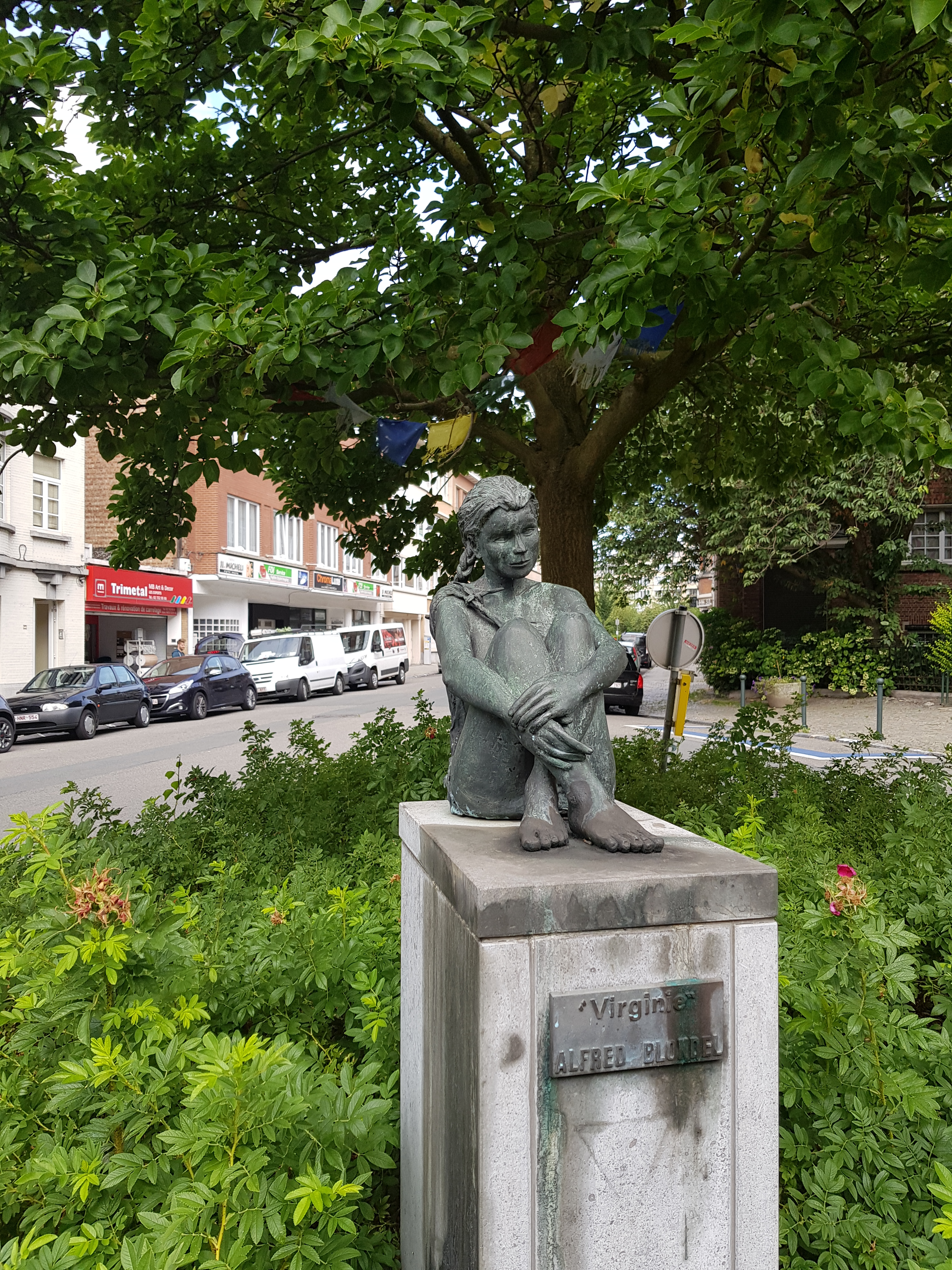
Virginie (Etterbeek)
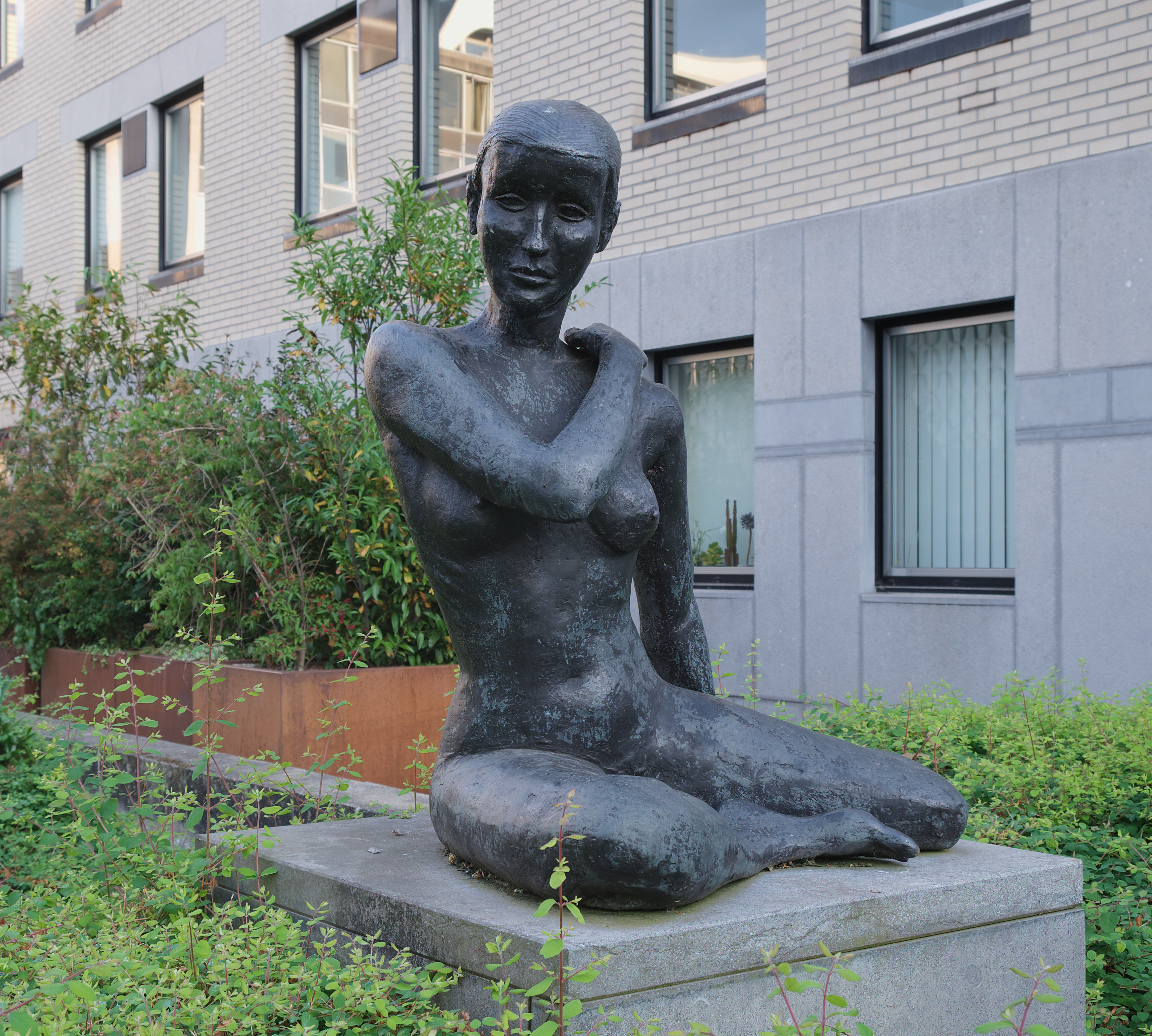
Anne-Pascale (Auderghem)
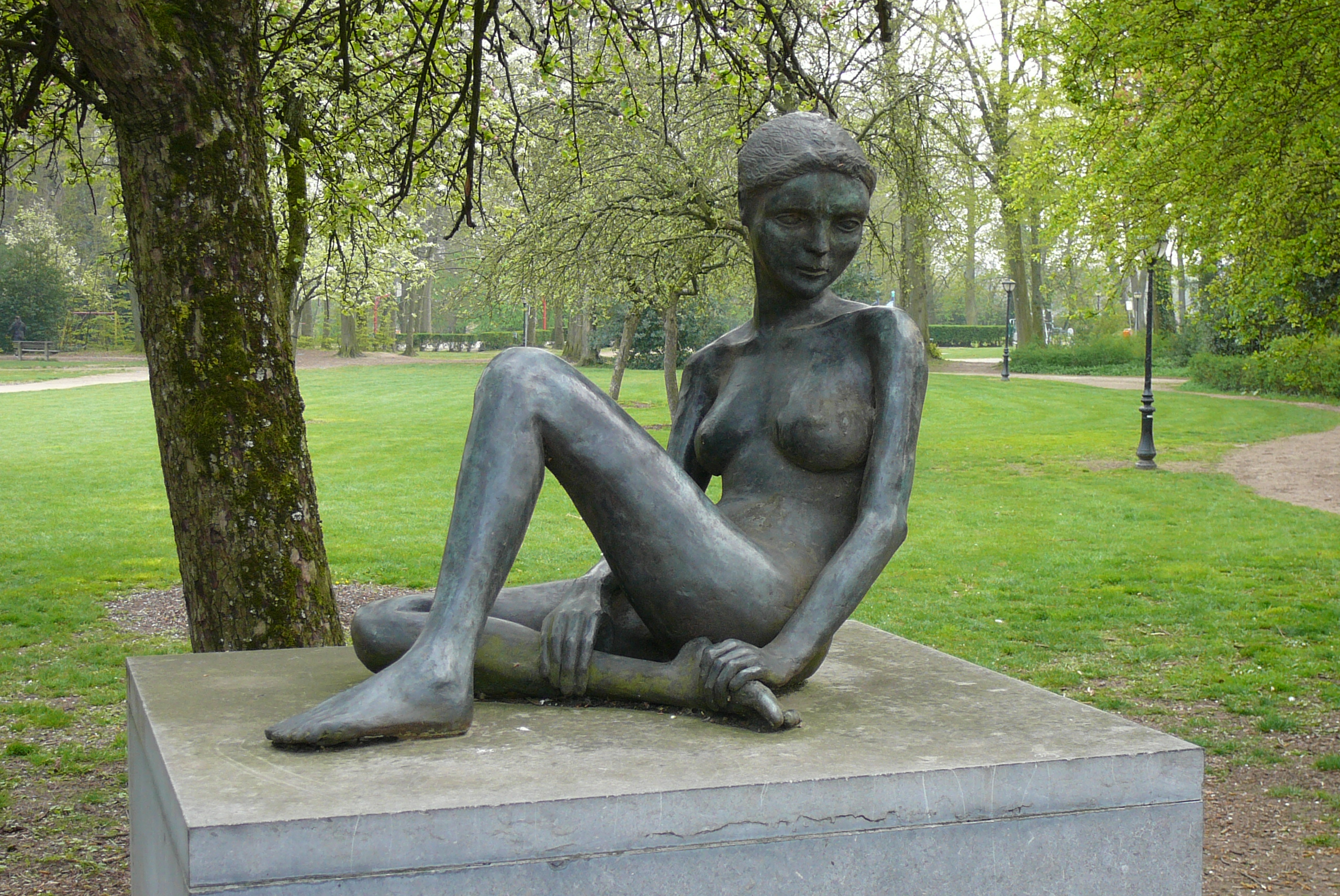
Cassandre (Waterloo)